# Glyptotendipes formosae
Glyptotendipes formosae är en tvåvingeart som beskrevs av Jean-Jacques Kieffer 1922. Glyptotendipes formosae ingår i släktet Glyptotendipes och familjen fjädermyggor.
Artens utbredningsområde är Taiwan. Inga underarter finns listade i Catalogue of Life.